# Alberto Ginastera
Alberto Ginastera Evaristo (phát âm tiếng Catalunya: [alˈβeɾto eβaˈɾisto dʒinasˈteɾa], 11 tháng 4 năm 1916 - 25 tháng 6 năm 1983) là một nhà soạn nhạc cổ điển người Argentina. Ông được coi là một trong những nhà soạn nhạc cổ điển quan trọng nhất của nhạc cổ điển châu Mỹ La tinh.

## Tiểu sử
Ginastera đsinh ra tại Buenos Aires trong gia đình cha là người Catalan và mẹ là người Ý. Trong những năm cuối của cuộc đời, ông ưa thích để phát âm họ của mình theo cách phát âm tiếng Catalan, với một phần mềm 'G' như trong 'George' (IPA: [(d) ʒinasteɾa]) hơn là âm thanh tiếng Tây Ban Nha 'J' (IPA: [xinasteɾa]).
Ông học tại nhạc viện ở Buenos Aires, tốt nghiệp vào năm 1938. Là một giáo sư trẻ tuổi, ông giảng dạy tại Liceo Militar General San Martín. Sau một chuyến viếng thăm Hoa Kỳ năm 1945-1947, nơi ông học với Aaron Copland tại Tanglewood, ông trở về Buenos Aires và đồng sáng lập Liên đoàn của nhà soạn nhạc. Ông đã tổ chức một số bài giảng dạy. Ông đã trở lại Hoa Kỳ trong năm 1968 và từ năm 1970 sống ở châu Âu. Ông qua đời tại Geneva ở tuổi 67.
Trong số các sinh viên đáng chú ý của mình là Astor Piazzolla (người nghiên cứu với ông vào năm 1941), Alcides Lanza, Waldo de los Ríos, Jacqueline Nova và Rafael Aponte Ledée.